# Гранд Флийт
Гранд Флийт (на английски: Grand Fleet, в дословен превод „Големият флот“) е названието на британския Хоум Флийт в хода на Първата световна война. Гранд Флийт се командва от адмирала на флота сър Джон Джелико, а впоследствие от бившия командващ линейните крайцери на Гранд Флийт адмирал сър Дейвид Бийти.

## История
Той е сформиран през 1914 г. чрез обединяването на Британския Атлантически флот и Флотът на метрополията и включва 35 – 40 от най-новите кораби 1-ви ранг. Първоначално флотът се командва от адмирал Джон Джелико. През декември 1916 г. той е заменен от адмирал Дейвид Бийти.
Гранд Флийт се базира в залива Скапа Флоу, Оркнейски острови, и за времето на войната взема участие само в една от операциите на флота – неокончателното Ютландско сражение.
След войната Гранд Флийт е разформиран, а по-голямата част от неговите сили влиза в състава на новия Атлантически флот.

## Боен състав
Гранд Флийт никога не е готов да излезе в морето в пълния си състав, тъй като корабите се нуждаят от техническо обслужване и ремонт. Изброяване на корабите, които вземат участие в Ютландското сражение, през май 1916 година, може да се намери в статията Ютландската битка. Редица от другите не участват в боя по една или друга причина. Реалната сила на флота се променя в течение на войната, тъй като едни кораби се строят, други загиват в боевете, но техния брой в хода на войната неуклонно нараства и заедно с това расте и превтзходството над германския флот, като цяло. Това води до постепенното намаляване на предпазливостта при бойните стълкновения, поради нарастването на военната мощ. След влизането във войната на Съединените Щати към Гранд Флийт е присъединен Девети дивизион линкори на САЩ (на английски: United States Battleship Division Nine) в състав четири, а по-късно – пет дредноута.

## Основни сведения
Основната стратегическа цел на Гранд Флийт е разгромът, по време на генерално морско сражение, на германския Флот на откритото море (Hochseeflotte).
В течение на цялата Първа световна война Гранд Флийт участва само в едно голямо сражение – Ютландското сражение с кайзеровия Флот на откритото море. В хода на това сражение Гранд Флийт, под командването на адмирал Джелико, не успява да разгроми германския флот, независимо от подавляващото му превъзходство по сила.
Загубите на Гранд Флийт, по обща водоизместимост на потопените кораби, почти двойно надвишават загубите на Флота на откритото море. Обаче това се оказва недостатъчно, за да се разколебае господството на британския флот в Северно море. Впоследствие Германия е принудена да се откаже от активното използване на линейните сили на своя флот и да премине към неограничена подводна война.
След войната болшинството от корабите на Гранд Флийт са извадени от състава на действащите ВМС и предадени за скрап. Основната котвена стоянка на Гранд Флийт е Скапа Флоу, на Оркнейските острови.